# Popis hrvatskih veleposlanika na Svetom Tomi i Prinsipu
Republika Hrvatska i Demokratska Republika Sveti Toma i Princip održavaju diplomatske odnose od 23. svibnja 1993. Sjedište veleposlanstva je u Lisabonu.

## Veleposlanici
Hrvatska nema rezidentno veleposlanstvo na Svetom Tomi i Principu. 
Veleposlanstvo Republike Hrvatske u Portugalskoj Republici pokriva Angolu, Gvineju Bisau, Kabo Verde i Sveti Toma i Princip.
| Veleposlanik | Postavljenje     | Opoziv         | Sjedište |
| ------------ | ---------------- | -------------- | -------- |
| Marko Žaja   | 12. ožujka 1997. | 1. rujna 1998. | Lisabon  |

## Vanjske poveznice
- Sveti Toma i Princip na stranici MVEP-a